# Axinidris gabonica
Axinidris gabonica es una especie de hormiga del género Axinidris, familia Formicidae. Fue descrita científicamente por Snelling en 2007.
Se distribuye por Congo y Gabón. Se ha encontrado a elevaciones de hasta 754 metros. Vive en microhábitats como la maleza y el dosel arbóreo.